# Jardin Élisabeth-Boselli
Pour les articles homonymes, voir Élisabeth Boselli et Boselli.
Le jardin Élisabeth-Boselli est un espace vert municipal situé au 34 boulevard Victor, dans le 15e arrondissement de Paris.

## Situation et desserte
Le jardin est accessible par la ligne 3a du tramway ainsi que par les lignes 8 (station Balard) et 12 (station Porte de Versailles).

## Historique
La dénomination de ce jardin rend hommage à Élisabeth Boselli (1914-2005), première femme pilote de chasse de l'Armée de l'air française.
Le nom a été officialisé par un vote du Conseil de Paris en 2019. Après deux années de report due à la crise du Covid, le jardin a été officiellement inauguré le vendredi 11 mars 2022.
Les hommages ont été rendus par le général Louis Pena, représentant de l'Armée de l'air et de l'espace, par Pierre-François Boselli, représentant de la famille et par le maire du XVe arrondissement de Paris, Philippe Goujon.

## Composition
Le square se compose de deux champs fleuris répartis de part et d’autre du jardin, de bosquets arbustifs, d’arbres fruitiers répartis en haies fruitières, de prairies fleuries et d’un grand jardin central ombragé. Une allée de dalles engazonnées traverse le jardin. Il est l'une des vitrines fourragères et céréalières de la région parisienne. Le jardin est ouvert toute la journée au public, y compris le dimanche.

## Bâtiments remarquables et lieux de mémoire
- Se trouvent à proximité : le bâtiment de l'ancienne Cité de l'Air (ministère des Armées, ancien ministère de l’Air, no 24) avec le Monument à Georges Guynemer et aux pilotes de chasse des deux guerres (œuvre de Louis Leygue) devant l'entrée ; l'ancien bâtiment de l'École nationale supérieure de l'aéronautique et de l'espace (no 32, architecte Léon Tissier, sculpteur Henri Bouchard), tous les deux construits en 1930 ; et le Palais des sports, structure à dôme sphérique, construite en 1960.